# 吉田清成

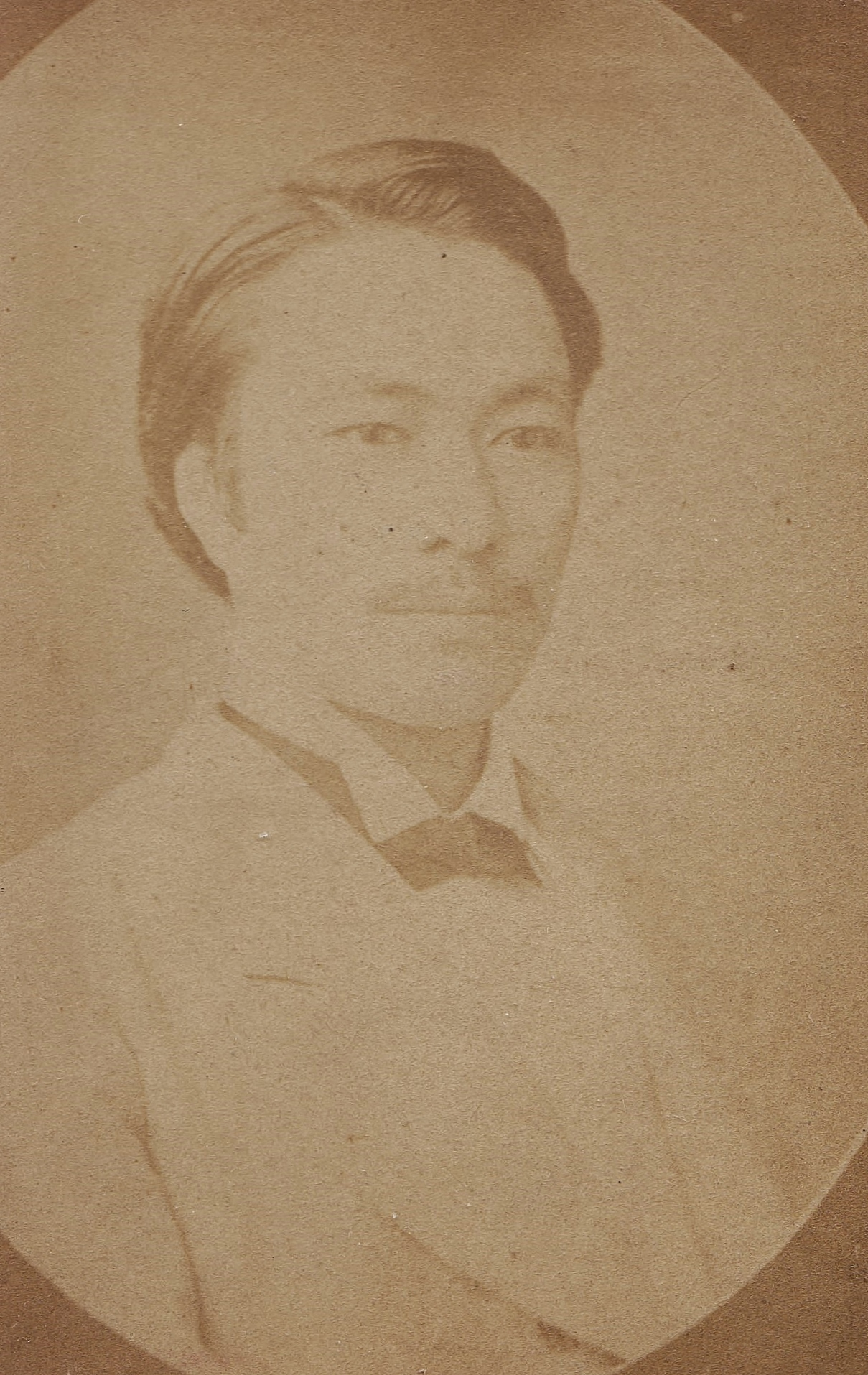
吉田清成の肖像写真

吉田 清成（よしだ きよなり、弘化2年2月14日（1845年3月21日）- 明治24年（1891年）8月3日）は、日本の外交官、財政家、華族（子爵）。幼名は巳之次。通称は太郎。留学中の変名として永井五百助を名乗った。

## 来歴・人物
弘化2年2月14日、薩摩藩士吉田源左衛門の4男として鹿児島城下の上之園町に生まれる。
慶応元年（1865年）に藩の留学生としてイギリスに留学し、ユニヴァーシティ・カレッジ・ロンドンで学んだ。その後、アメリカに留学し、ラトガース大学で学ぶ。海外留学当初は、航海学を学ぶが、後に政治学、経済学に転じた。明治3年（1870年）の帰国後に大蔵省に出仕して租税権頭、大蔵少輔を歴任、金本位制を主張する。明治5年（1872年）に外債募集のために渡米。カリフォルニア銀行やジェイコブ・シフと交渉する。ところが担保捻出措置としての秩禄処分に反対する岩倉使節団と衝突し、ニューヨークの新聞で報道されてしまう。それでもシフは引受に前向きであった。協議が必要であるというので、吉田はシフの代理人に連れられてイギリスへ。かいなく利率の交渉で平行線に。情報の早いロンドンにはたくさんのオファーが来た。結局オリエンタル・バンクの申し出を受けて、条件こそ良かったが申込の遅かったオランダ商館の方は流れた。翌年、外債は年利7％で発行され、借入金は大半が直ちに地金・洋銀へ交換され準備金に充てられた。
1874年にアメリカ滞在のまま同国駐在公使に任命された。明治11年（1878年）に締結された吉田・エバーツ条約で知られている。
明治12年（1879年）、前アメリカ合衆国大統領ユリシーズ・グラントの来日決定に伴って一時帰国し、接待にあたった。明治15年（1882年）に外務大輔に任命されて帰国、外務卿・井上馨の元で条約改正にあたった。明治18年（1886年）に農商務大輔に転じて、そのまま初代次官に任じられた。
明治20年（1887年）に子爵に叙せられて、7月26日に元老院議官に転出、翌年には枢密顧問官となるが、病気のため47歳で芝区白金志田町の自邸に於いて急死した。
生前、多数の手紙・日記・記録などを遺しており、これら2,700通は「吉田清成文書」として京都大学日本史研究室に保管されている。

## 墓所・霊廟・銅像
墓所は青山霊園の中央交差点前にある。

若き薩摩の群像

昭和57年（1982年）、鹿児島中央駅前東口広場に彫刻家の中村晋也が制作した薩摩藩英国留学生の像『若き薩摩の群像』の一人として銅像が建てられている。

## 栄典
位階
- 明治4年
  - 5月9日 - 従六位[6]
  - 12月12日 - 正五位[6]
- 1874年（明治7年）10月18日 - 従四位[6]
- 1886年（明治19年）10月20日 - 従三位[6][7]
- 1888年（明治21年）10月20日 - 正三位[6]
- 1891年（明治24年）7月31日 - 従二位[6][8]

勲章等
- 1878年（明治11年）2月6日 - 勲三等旭日中綬章[6]
- 1880年（明治13年）3月27日 - 勲二等旭日重光章[6]
- 1887年（明治20年）5月9日 - 子爵[6][9]
- 1889年（明治22年）
  - 11月25日 - 大日本帝国憲法発布記念章[6][10]
  - 12月27日 - 勲一等瑞宝章[6][11]

外国勲章佩用允許
- 1884年（明治17年）
  - 2月23日 - スペイン王国：イサベル・ラ・カトリカ勲章グランクロス[6][12]
  - 5月16日 - ポルトガル王国：ヴィラ・ヴィソーザ無原罪の聖母騎士団第一等勲章[6]
  - 8月20日 - イタリア王国：王冠勲章グランコルドーネ[6]
- 1885年（明治18年）
  - 4月15日 - ハワイ王国：クラウン・オブ・ハワイ勲章ナイトグランドクロス[6][13]
  - 5月8日 - ロシア帝国：神聖スタニスラス第一等勲章[6][14]
  - 5月11日 - ベルギー王国：レオポール勲章グランドフィシエ[6][15]
- 1886年（明治19年）
  - 2月5日 - ガージャール朝ペルシア：獅子太陽第一等勲章[6][16]

## 親族
- 妻 貞子　従六位勲四等、幕臣志村智常二女。1859年（安政6年）8月3日〜1946年4月12日　男爵三宮義胤と密通
- 長男 吉田清風（貴族院子爵議員）[17]
- 清風妻 八重子　山崎直胤三女。1891年9月〜1965年7月1日
- 二男 井上清純（海軍大佐、貴族院男爵議員、井上良智養子）[17]
- 孫 清重　（吉田興業社長、国際調和クラブ(旧日伊協会、現国際クラブ)第二代理事長[18]。イタリアン銀座イタリー亭を創業。バブル崩壊で事業が傾く[19]。）　　1912年10月〜1998年1月6日

## 関連文献
- 犬塚孝明著『薩摩藩英国留学生』中央公論社、1974年10月、ISBN 4121003756
- 千田稔「明治6年7分利付外債の募集過程 : 吉田清成らとロンドン金融市場」（『経済集志』第54巻第1号、日本大学経済学研究会、1984年4月）
- 宇野健吾「戦前外債小史序 : 吉田清成のことども」（『筑波大学経済学論集』第17号、筑波大学社会科学系（経済学）、1986年3月）
- 山本四郎「明治八年の政治情勢 : 吉田駐米公使を通じて」（山本四郎編『近代日本の政党と官僚』東京創元社、1991年11月）
- 山本四郎「吉田・エバ-ツ協定の一考察 : 吉田清成関係文書による」（『史林』第76巻第6号、史学研究会、1993年11月）
- 『吉田清成関係文書』思文閣出版
- 田中智子「幕末維新期のアメリカ留学 : 吉田清成を中心に」（山本四郎編『日本近代国家の形成と展開』吉川弘文館、1996年10月、ISBN 4642036644）
- 霞会館華族家系大成編輯委員会『平成新修旧華族家系大成』下巻、霞会館、1996年。